# 聖エルザクルセイダーズ
『聖エルザクルセイダーズ』（せんとエルザクルセイダーズ）は、松枝蔵人による日本のライトノベル。イラストはBLACK POINTが担当している。『コンプティーク』1987年4月号 - 1988年12月号にて連載され、書籍版が角川スニーカー文庫（角川書店）より1988年3月から1989年4月まで刊行された。略称は「聖エルザ」。また、2019年より『聖エルザ Anniversary〈記念日〉― GradeUp Version ―』が30年後の現在を描く続編として執筆された。
カセットブックやCDドラマなどのメディアミックス展開もされた。

## あらすじ
テロにより両親を失った帰国子女・織倉美保（ミホ）は両親の遺した手紙による遺言どおり、日本最古のミッション系学園の一つ「聖エルザ学園」の高等部に進学する。そこはミホの母の母校。そして彼女の両親が生前は受験・入学を反対しながらも、遺書の中で「私たちに何かがあった時には、あなたをあたたかく迎えてくれる人たちがいる」と名指しした「約束の場所」だった。
しかし、そこでミホは同級生・滝沢礼子の行方不明事件というトラブルに巻き込まれてしまう。その中でミホは母が生前にお守りとして渡してくれた家伝の「五角形のペンダント」と同じ物を持つ生徒たちに出会った。そのメンバーは「姫」こと前学園長の孫娘、白雪和子。「オトシマエ」こと空手部主将、乙島恵利。「チクリン」ことチアリーダー同好会のおしゃべり娘、小栗まなみの3人だった。
ミホは彼女たちから、現在この学園の置かれている危機的状況を聞かされる。それは、何者かが学園の利権を簒奪し、私物化しようとしているという恐ろしい企みだった。そしてペンダントを持つ者たちは、それに抗って聖エルザ学園の正統を守るべく戦う使命を持つのだと。そしてミホはペンダントの所持者こそ、自分を迎えてくれる人たちなのだと知る。滝沢礼子もその一人だった。
滝沢を探すミホたちだったが、そんな彼女たちに軽薄な男が近づく。自らを宇奈月京平と名乗る彼は、いかにも怪しく立ち振る舞う。しかし、ミホがピンチに陥ったときに助けてくれたのは彼だった。そして彼は、滝沢の持つペンダントは実は彼のもので、滝沢が彼から盗み取ったのだと打ち明ける。宇奈月こそ、本当の仲間だった。
滝沢はある理由から、激しく聖エルザとその理事職にある白雪家を憎んでいた。そして、その復讐のためにペンダントを欲し、姫たちに近づいた。それは他ならぬ、学園始祖たちによって学園内部に隠された「えるざの財宝」を自らのものとするためでもあった。
一方、学園の私物化を狙う大いなる敵、「若」の狙いは「えるざの財宝」もさることながら「聖エルザ学園」そのもの。進学校としても知られる聖エルザ学園の学生を、自らに服従するよう学校教育を通して洗脳し、社会に出て立場や力を得た際に己が手足となるように仕向ける─それが敵の、聖エルザを欲する理由であった。その正体こそ姉小路征司郎。代々、聖エルザとその財宝を欲し、先代にてついに学園理事の末席に名を連ねながらもそれを果たせぬ姉小路家の末裔だった。
そして、ついに学園の覇権を巡る争いは動き出し、激化する。他ならぬ学園の始祖「聖えるざ」と、その血脈。全ての謎をはらんで膨れ上がる事態に対し、ミホたちは「聖エルザクルセイダーズ」として、学園生徒たちの自由と博愛のため、学園の未来を取り戻すために戦うのである。

## 登場人物
キャストはカセットブックのもの。声優名の無いキャラクターは最初から未設定もしくは不明のものとする。

### 聖エルザ クルセイダーズ
織倉美保（おりくら みほ） / ミホ
声 - 山本百合子
聖エルザ学園の高等部に入学した一年生。非常におとなしく内気で優しい性格。両親を若くして亡くした薄幸の少女。しかし、一度決めたら引かない意志と芯の強さを持っており、いざというときには皆の心の支えとして、その包容力を発揮する。仲間との出会いにより多くの成長を続け、物語の最後には大いなる敵と対決するための重要な鍵の役割を持つまでになる。
白雪和子（しらゆき かずこ） / 姫（ひめ）
声 - 鶴ひろみ
聖エルザ学園高等部三年生。代々、学園理事長職を務める「白雪家」の直系で、前理事長の孫。両親は前理事長である祖父と折り合いが悪く、海外で暮らしている。どこまでも冷静で、いざというときにも的確な判断を下せる能力を持っている。祖父から託された「学園を守る」使命を果たすべく、まだ見ぬ大いなる敵と戦う準備を続けていた。
乙島恵利（おとしま えり） / オトシマエ
声 - 山田栄子
聖エルザ学園高等部二年生。空手部の主将。ガサツな母親に「将来は我が母校、聖エルザのお役に立つように」と格闘術を仕込まれて育ったため、非常に気風の良い「男前」の性格である。しかし、趣味は編み物と「少女らしさ」に強い憧れを抱く一面も持つ。家は深川の佃煮屋。正真正銘、江戸っ子の家系という。
小栗まなみ（おぐり まなみ） / チクリン
声 - 三田ゆう子
聖エルザ学園高等部二年生。好奇心旺盛で噂話好き。おしゃべりであらゆることをふれ回るために「チクリン」と呼ばれる。とはいえ、情報収集・参謀的能力に長けており、また投擲と射撃の才を持ち戦闘においても勘の冴えを見せる。家は長崎の料亭。彼女もまた母親の言いつけではるばる上京し、聖エルザに入学した。小説4巻では主人公。
宇奈月京平（うなづき きょうへい） / コックリ
声 - 塩屋翼
聖エルザ学園高等部三年次編入生。クルセイダーズ唯一の男子。敵の根回しによって女子校であった聖エルザが共学となった事を逆手にとり、聖エルザを母校とする姉よりペンダントを託されて「仲間の助けとなるように」と学園に送り込まれた最後のクルセイダーズ。家は個人医院で父親が格闘オタクであったため、あらゆる格闘に造詣が深く、幼い頃より鍛えられてきた。性格は非常に好色で享楽的。しかし頭の回りは良く、いざというときは頼りがいを見せる。

### 姉小路一派
姉小路征司郎（あねこうじ せいしろう） / 若（わか）
声 - 古川登志夫
聖エルザ学園高等部三年次編入生。聖エルザの実権と「えるざの財宝」を狙う姉小路家の嫡男であり「大いなる敵」の首領。一族の悲願を果たし自らの野望を達成するため、聖エルザを共学校にして乗り込んできた。怜悧で美しい容貌を持ち、冷徹で冷酷。双極拳と呼ばれる拳法の「陽の座」を務める強さも持つ、最強の男。
森崎教頭（もりさききょうとう）
声 - 青野武
聖エルザ学園高等部教頭。姉小路家の引き立てで教頭になったため、若に忠実である。とことんまで卑屈な性格。
ミス・ランドルフ
声 - 藤田淑子
聖エルザ学園高等部英語教師。学園女子寮舎監。生活指導教諭。問答無用のサディスト。しかし姉小路には忠誠を誓い、畏れを抱いているようである。
式場真弓（しきば まゆみ） / ゴッデス
声 - 小山茉美
姉小路に忠誠を誓う工作員。姉小路の野望の手始めに編入試験の受験者（登場当時。チクリンとオトシマエの同学年にあたる）として聖エルザに送り込まれた尖兵。彼女が関わる策謀は必ず成功するとの謂れから「ゴッデス（女神）」の異名をとる。しかし、チクリンたちの活躍により策謀は失敗。山奥で隠棲生活を送る。小説およびカセットブックのそれぞれ4巻のみに登場。

### 空手部
空手部部員の名前はヤクルトスワローズ初優勝時の主力選手から付けられている。
伊勢一機（いせ かずき）
木刀を持つクールな男。後述の水谷とは過去に因縁がある。
若松ダイスケ（わかまつ - ）
大杉タケオ（おおすぎ - ）
安田ヒロシ（やすだ - ）
松岡カツミ（まつおか - ）
広岡シンイチロー・ヤスジロー（ひろおか - ）
キャティ・フナダ

### その他
滝沢礼子（たきざわ れいこ）
聖エルザ学園高等部一年生。白雪家に復讐し「えるざの財宝」を我が物とするために聖エルザに入学した少女。その出自には数多くの謎がつきまとい、それこそが彼女を白雪家へ憎悪を向ける事に駆り立てている。母との絆と思い出を大事にし、それを守らんと願う少女でもある。
水谷薫（みずたに かおる）
聖エルザ学園高等部三年次編入生。高一の頃、全日本男子柔道選手権で優勝確実と言われながら、金を積まれた八百長で相手に勝ちを譲るという過去を持つ。同様に金を積まれて姉小路一派に雇われ聖エルザにやってきたが、途中より離反。以後、滝沢に力を貸すことになる。
レオポルド教授
声 - 大竹宏
聖エルザ学園美術教師。ロリコンの趣味があり、女生徒の弱みを握ってはヌードスケッチのモデルになる事を強制するという問題教師。

## 評価
山中智省は「ライトノベルにとって黎明期とも言える1980年代後半にあって、神坂一『スレイヤーズ』にも比肩する特徴的な作品であった」と、作品と関連する事象の先駆性を評価する。

## 作品一覧

### 小説
- 松枝蔵人（著） / BLACK POINT（イラスト） 『聖エルザクルセイダーズ』 角川書店〈角川スニーカー文庫〉、全4巻
  1. 「集結！」1988年3月7日発売[5]、ISBN 4-04-460301-4
  2. 「激動！」1988年6月13日発売[6]、ISBN 4-04-460302-2
  3. 「聖戦！」1988年10月12日発売[7]、ISBN 4-04-460303-0
  4. 「乱入！」1989年4月12日発売[8]、ISBN 4-04-460304-9

### カセットブック
角川書店より「カドカワ・カセット・ブック」レーベルで発刊された。キャストは「登場人物」の項を参照。

### イメージ・アルバム
「聖エルザクルセイダーズ 番外編 LZAデビュー!?」のタイトルで1989年8月21日に発売された。

### 番外編
- 小説「修羅の少女」 - 『ファンタジー王国1』（カドカワノベルズ、1991年、ISBN 4-04-782401-1）に収録[10]。
- 漫画「最後の聖戦」